# Arth-Rigi-Bahn
De Arth-Rigi-Bahn (afgekort: ARB) is een Zwitserse bergspoorlijn gelegen in het kanton Schwyz. Het normaalsporig tandradtraject loopt van het station Arth-Goldau, deels gezamenlijk op met de Vitznau–Rigi Kulm (VRB), naar de Rigi.
In 1992 fuseerden beide ondernemingen tot Rigi Bahnen AG (RB).

## Geschiedenis
Toen de bevolking van Arth in Schwyz hoorde van de bouw van een spoorlijn naar de Rigi aan de zijde van het kanton Luzern, werd in 1870 door het kanton Schwyz een concessie verstrekt voor een traject van de veerhaven in Arth am See via van Rigi Staffelhöhe naar Rigi Kulm. Het traject van Rigi Staffelhöhe naar Rigi Kulm werd op 23 juni 1873 geopend.
In 1874 werd het traject Arth-Oberarth-Goldau geopend en op 4 juni 1875 werd het hele traject van de Arth-Rigi-Bahn in gebruik genomen. In 1881 werd het daltraject van Arth am See bij de Zuger See gescheiden van het bergtraject.

## Tandradsysteem
De ARB maakt gebruik van het tandradsysteem Riggenbach. Riggenbach is een tandradsysteem ontwikkeld door de Zwitserse constructeur en ondernemer Niklaus Riggenbach (1817-1899).

## Elektrische tractie
Het traject van de ARB werd op 1 mei 1907 geëlektrificeerd met een spanning van 1500 volt gelijkstroom.

## Afbeeldingen

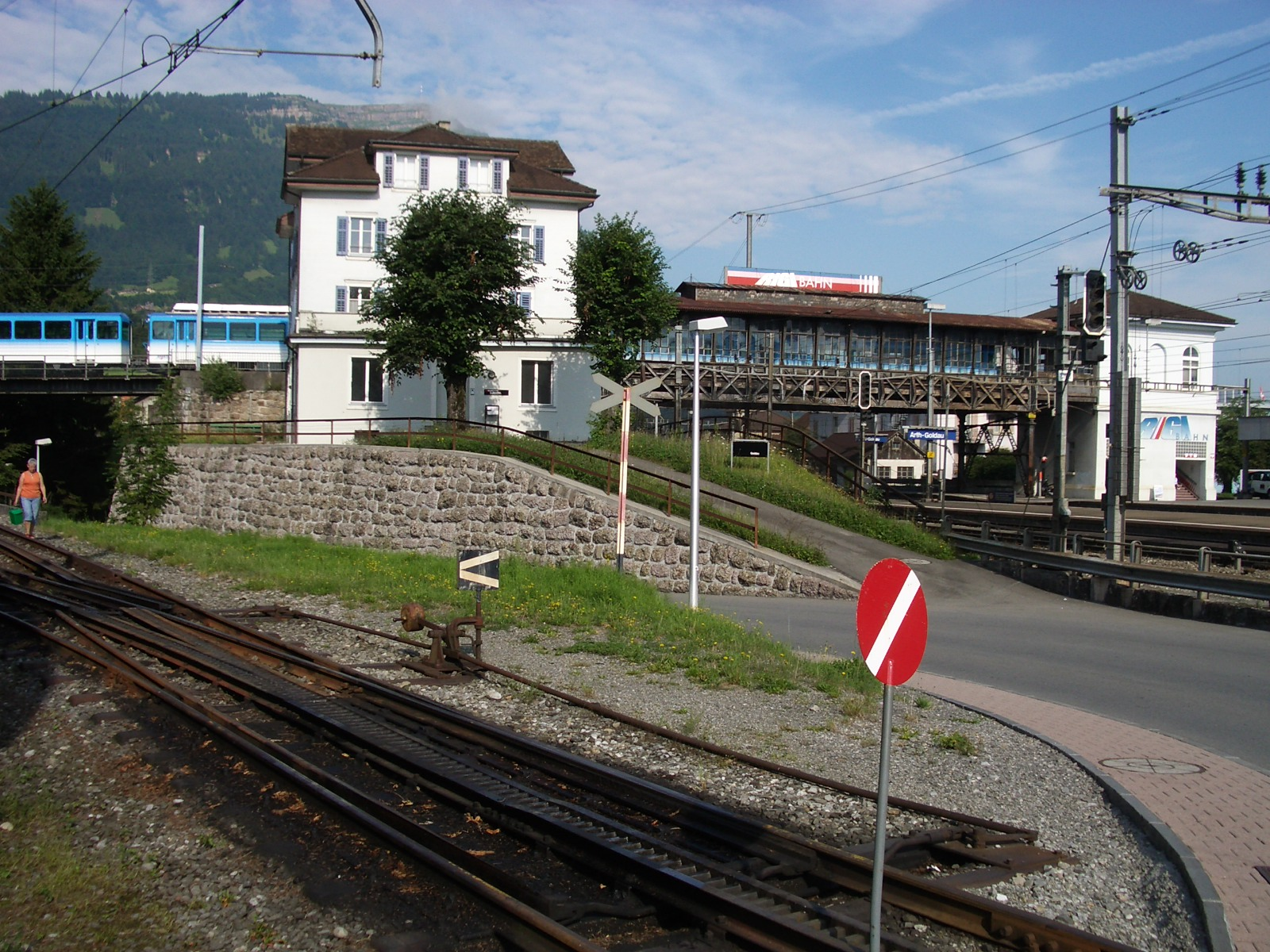
Station Arth-Goldau (boven) met station SBB (rechtsonder)
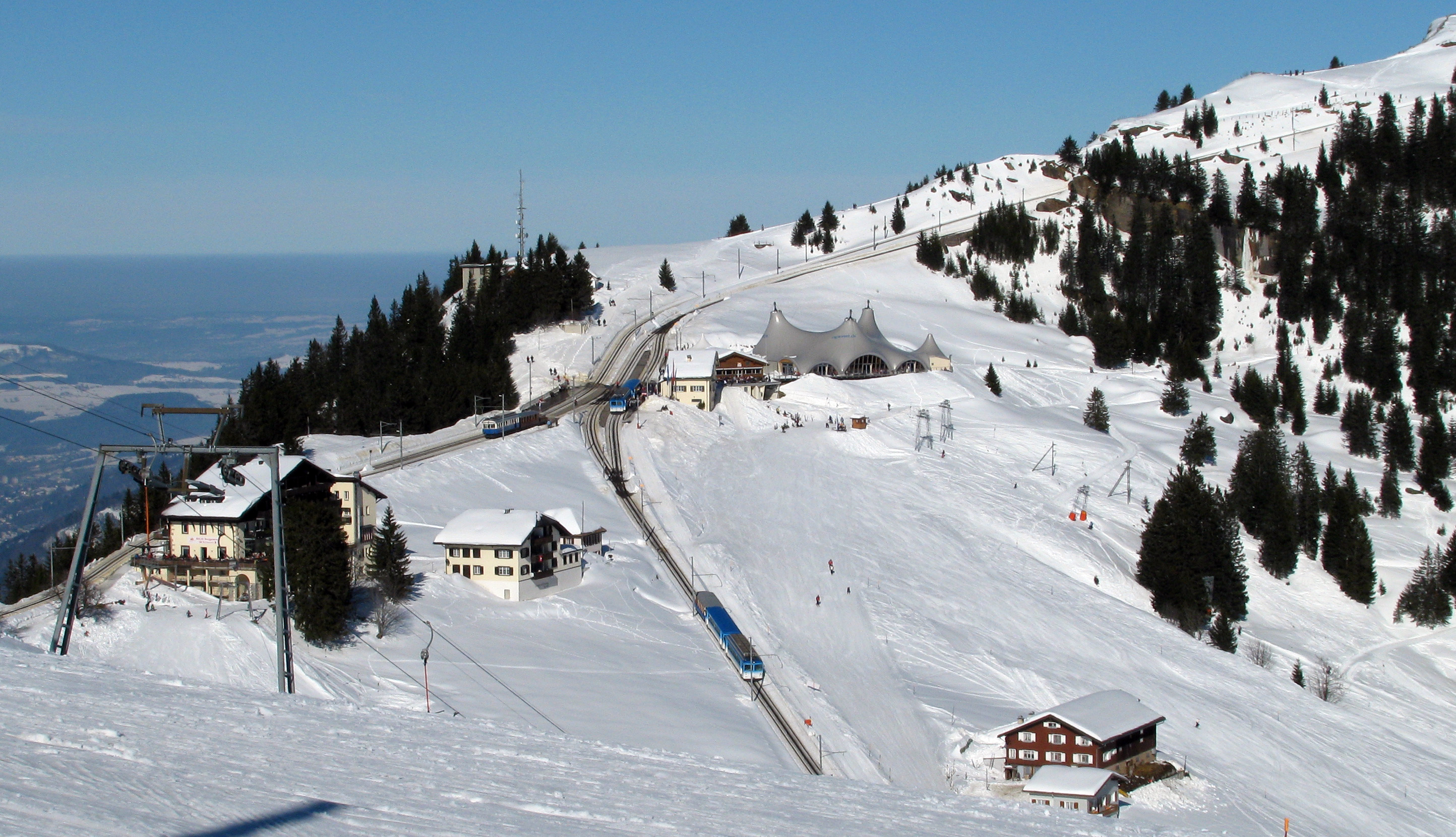
Station Rigi-Staffel
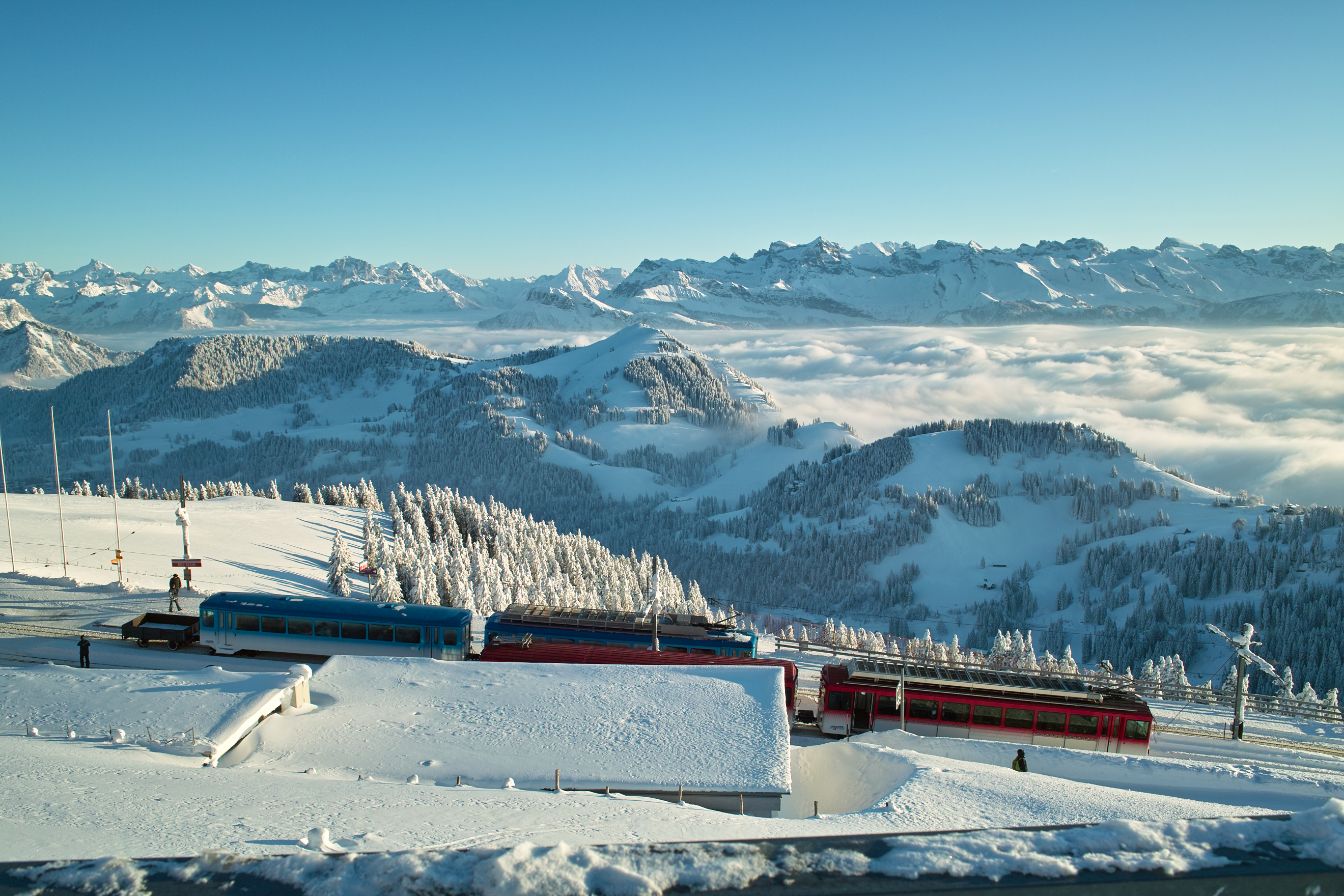
Station Rigi-Kulm
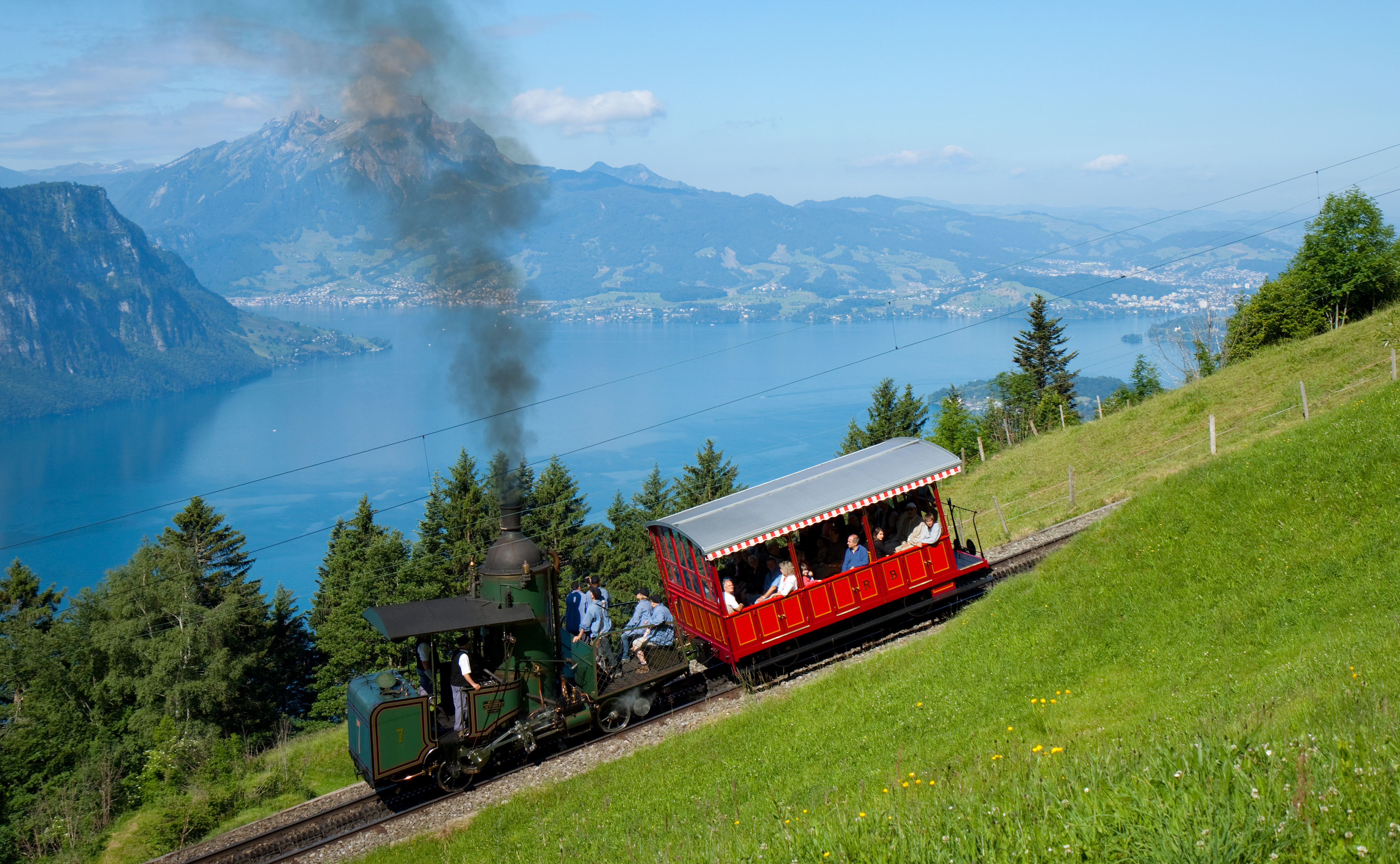
Locomotief nr. 7 (met verticale ketel)